# 聖克魯斯省 (玻利維亞)
聖克魯斯省是玻利維亞東部的一個省份，东北與巴西接壤、東南與巴拉圭接壤，面积370,621平方公里，也是该国九個省中面積最大者，省会为聖克魯斯。下分15縣。2024年人口3,115,386人。该省与巴拉圭、巴西接壤。
聖克魯斯省為玻利维亚九省中最富的一省，農業、礦業發達。地理上屬亞馬遜雨林的一部份。